# Joaquín Ríos Capapé
Joaquín Ríos y Capapé (Figueres, Alt Empordà, 2 de juliol de 1898 - Madrid, 20 de juny de 1963) va ser un militar català que va intervenir de forma destacada en la Guerra del Rif i posteriorment en la Guerra Civil Espanyola. Durant la Dictadura franquista va ser capità general de València.

## Biografia
En 1912 va ingressar en l'Acadèmia d'Infanteria de Toledo, començant la seva carrera en l'Exèrcit. Va participar en la Guerra del Marroc i va formar part del grup de militars «africanistes». El juliol del 1936 es trobava destinat en el Protectorat del Marroc, amb el rang de comandant i al comandament del III Tabor d'Alhucemas pertanyent al Grup de Regulars Indígenes «Alhucemas» n. 5.
Implicat en la conspiració militar, i seguint les ordres del coronel Juan Bautista Sánchez González, el 16 de juliol va sortir sense autorització del seu aquarterament a Villa Jordana —prop del Penyal de Vélez de la Gomera— al capdavant de la seva unitat. Aquella va ser la primera unidad que es va revoltar, fins i tot abans de la revolta militar. Ríos Capapé es va dirigir a Villa Sanjurjo, població que aconseguí capturar, i l'endemà va marxar a Melilla, incorporant-se a la guarnició de Melilla que ja s'havia revoltat contra la República. Després de l'esclat de la Guerra Civil, es va traslladar a la Península ibèrica i va participar en diverses operacions militars, prenent part en l'avanç franquista cap a Madrid, a la fi de 1936. En substitució del tinent coronel Delgado Serrano, que havia estat greument ferit, Ríos Capapé va quedar al comandament del sector de la Ciutat Universitària de Madrid controlat per les forces franquistes. A partir de la primavera de 1937 va passar a manar la 18a Divisió de l'Exèrcit del Centre, que agrupava a part de les tropes que assetjaven Madrid. Per llavors ja ostentava el rang de coronel. Va ser el primer dels oficials franquistes que va entrar a Madrid pel pont de la Princesa a Usera en 1939, i això mai l'hi va perdonar Franco. Pocs mesos després del final de la contesa, a l'agost de 1939 va ser nomenat comandant de la 91a Divisió.
Durant la Dictadura franquista va ascendir al rang de general de divisió, en 1943, i posteriorment al rang de tinent general. Va ocupar diversos càrrecs, com a Capità general de la IX Regió Militar, Capità general de la VII Regió Militar, Capità general de la III Regió Militar i director de l'Escola Superior de l'Exèrcit. Mentre era Capità general de València, el dictador Francisco Franco va ordenar Ríos Capapé que anés a Catalunya per dissuadir al tinent general Juan Bautista Sánchez González, capità general de Catalunya, perquè posés fi als seus contactes amb els sectors partidaris de restaurar la monarquia. Segons Mariano Aguilar Olivencia, Ríos Capapé pertanyia al grup d'oficials de les Forces armades que en realitat buscaven la «creixença» personal en l'exercici del seu càrrec. En les memòries del general Latorre Roca s'afirma: “No és cap moralista –escriu Latorre– ja que a Madrid posseeix un bar al principi de la Gran Via, en què la ginebra, whisky i altres begudes de preu les introdueix des de Tànger a Espanya personalment en els seus molts viatges o endossa caixes als aviadors...”. I en aquest bar, que freqüentava la “bona societat madrilenya”, la seva dona proporcionava vals de gasolina d'estraperlo. De la seva estada a Tànger diu que “fa gala de tracte de favor entre l'element femení senar sant, juga grans quantitats en el cercle hebreu i també al pòquer amb la senyora de Orgáz [cap de l'Alt Estat Major]a Tetuan, té consells d'administració i ni tan sols és rumbós amb els diners aliens” Falleció en Madrid en 1963.

## Família
Durant la Dictadura franquista el seu fill Joaquín va ser nomenat Delegat d'informació i turisme a València.

## Condecoracions
- Gran creu de l'Orde de Sant Hermenegild
- Gran Creu de l'Orde de Cisneros